# Kursächsische Postmeilensäule Grünhain

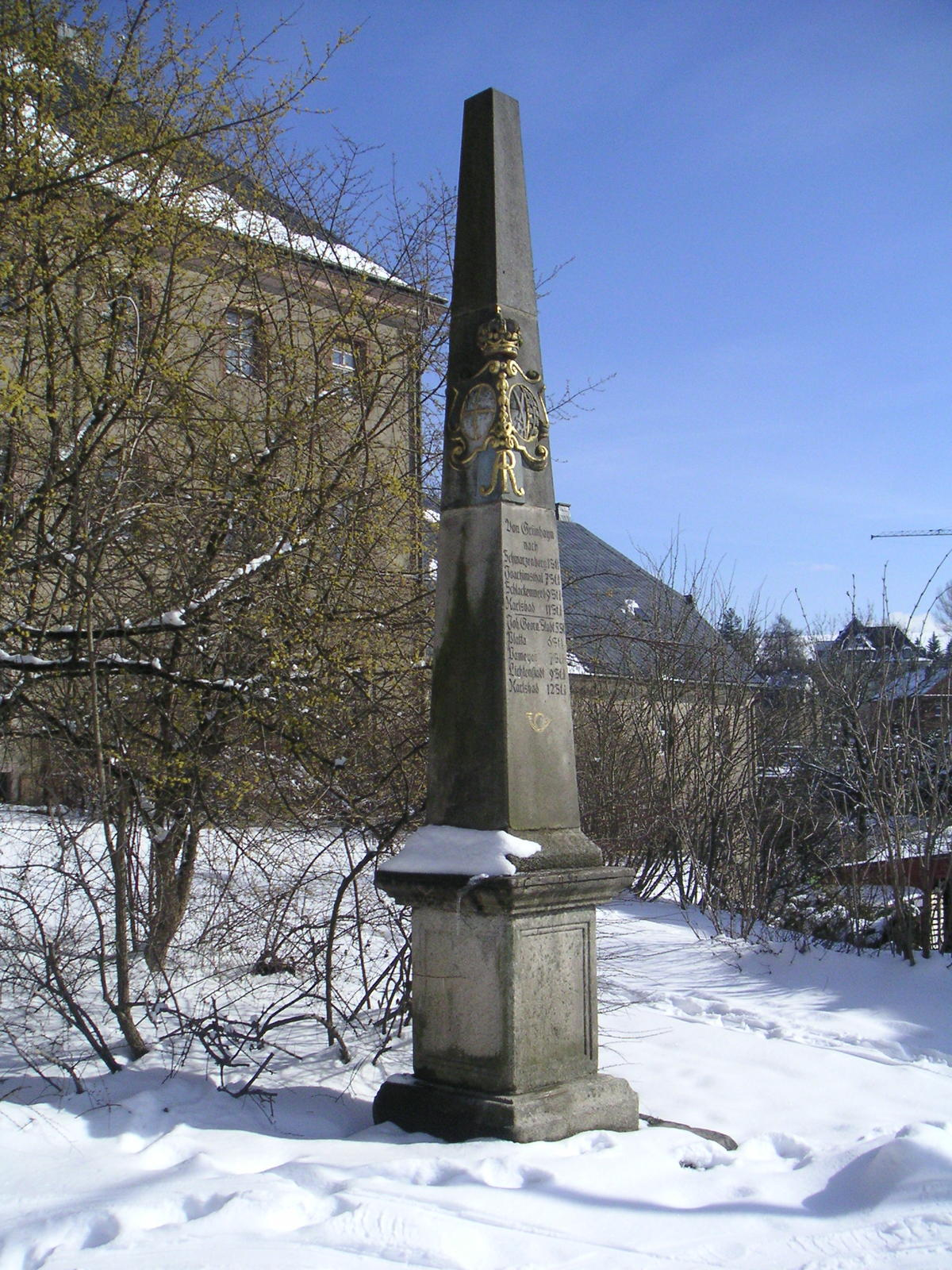
Distanzsäule Grünhain

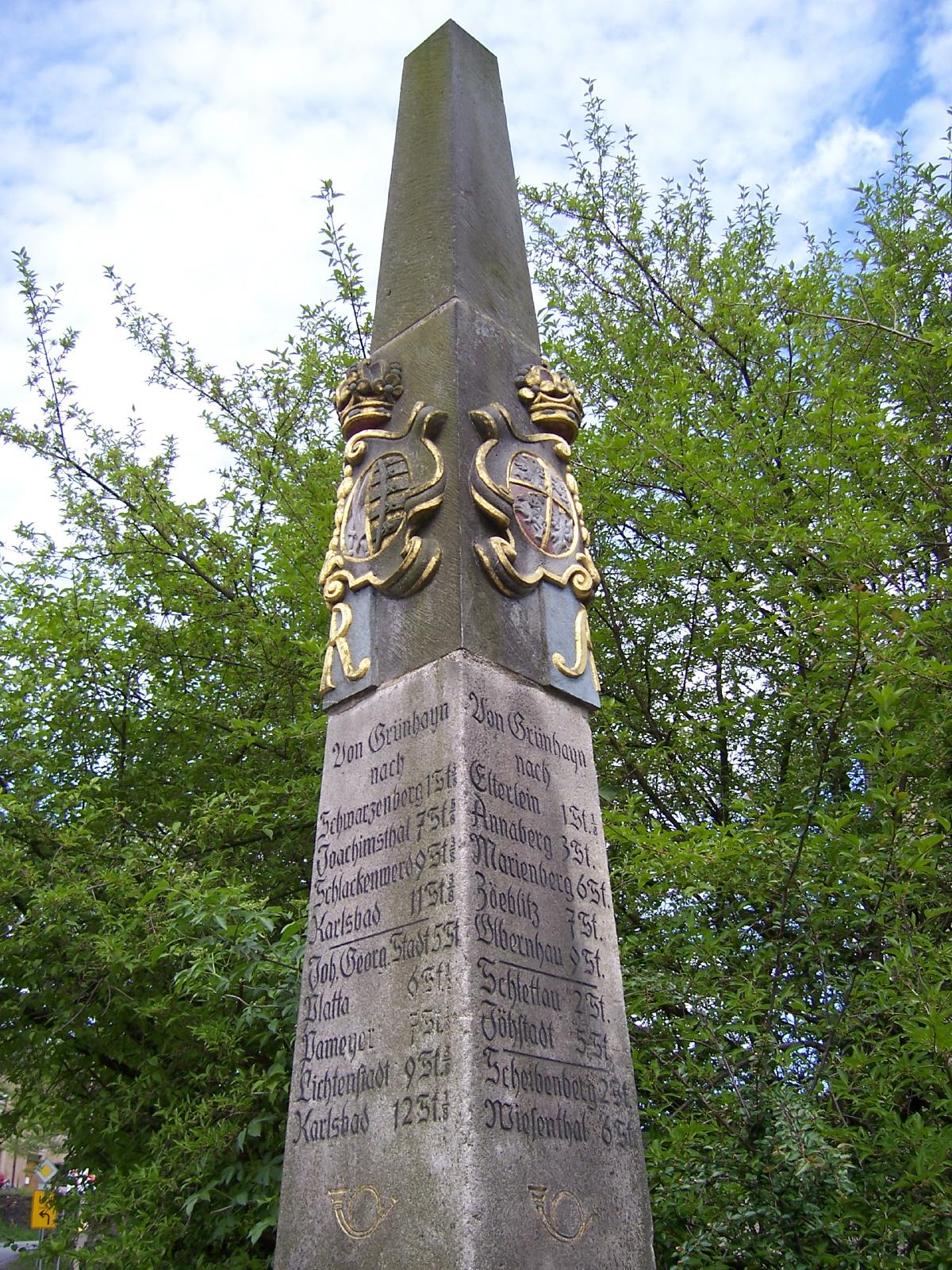
Wappen- und Oberteil der Säule

Die denkmalgeschützte kursächsische Postmeilensäule Grünhain gehört zu den Postmeilensäulen, die im Auftrag des Kurfürsten Friedrich August I. von Sachsen durch den Land- und Grenzkommissar Adam Friedrich Zürner in der 1. Hälfte des 18. Jahrhunderts im Kurfürstentum Sachsen errichtet worden sind. Die wappengeschmückte Distanzsäule befindet sich an der Zwönitzer Straße vor dem Amtshaus im Ortsteil Grünhain der westerzgebirgischen Stadt Grünhain-Beierfeld im Erzgebirgskreis.

## Geschichte
Die Säule wurde 1732 unterhalb des Marktplatzes aufgestellt, nachdem alle Bemühungen des Stadtrates um Verzicht der Errichtung einer Distanzsäule gescheitert waren. Im Zuge eines Bierkrieges verlor die Säule in der Mitte des 19. Jahrhunderts ihr Wappenstück. Es wurde in den nahe gelegenen Klosterteich geworfen und verschwand. 1894 wurde die schief stehende Säule abgetragen und auf einem neuen Fundament wieder errichtet. 1925 stieß ein Pkw gegen die Säule und brachte sie zum Einsturz. Daraufhin erhielt sie vor dem Amtshaus ihren heutigen Standort. Dort bekam sie zunächst ein falsches Wappenstück aus Granit. Zwischen 1978 und 1985 wurde die Säule grundlegend restauriert und dabei durch den Bildhauermeister Christian Hempel aus Dresden das originalgetreue Wappen ergänzt. Am 7. Mai 1985 fand die feierliche Einweihung der restaurierten Säule statt. 2021 wurde sie erneut restauriert und bekam dabei auch die z. T. fehlenden historischen Inschriften auf allen vier Seiten zurück.

## Aufbau
Wie fast alle Distanzsäulen besteht sie aus sieben Teilen. Sockel, Postament und Postamentbekrönung bilden den Unterbau. Der Oberbau besteht aus Zwischenplatte, Schaft, Wappenstück und Spitze.